# Römisches Militärlager „Auf dem Ehrlich“

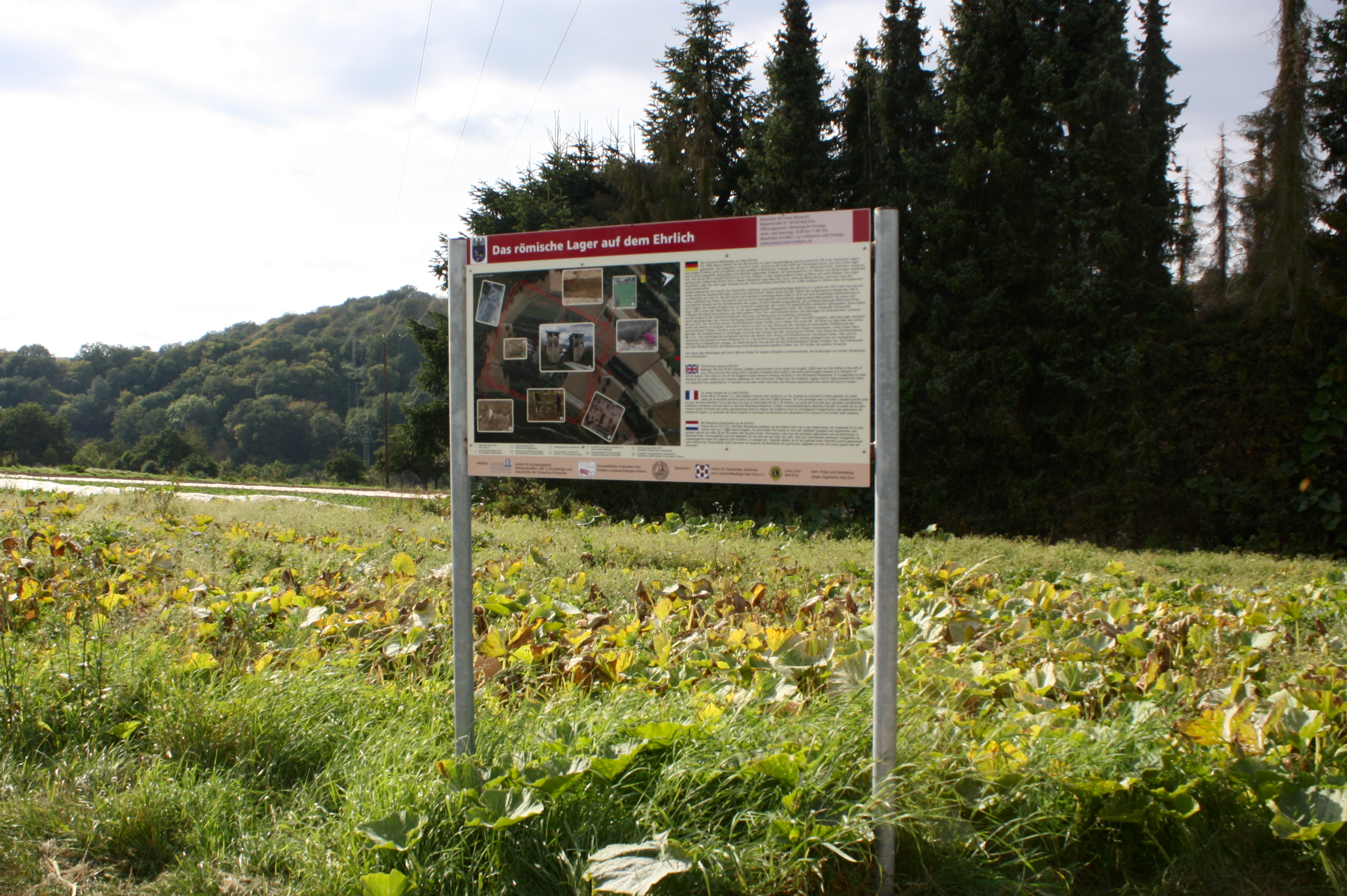
Hinweisschild am Ort des ehemaligen Lagers

Das Römische Lager „Auf dem Ehrlich“ ist ein römisches Kastell der frühen römischen Kaiserzeit nahe der Stadt Bad Ems in Rheinland-Pfalz. Es befindet sich auf dem Plateau eines „Ehrlich“ genannten Bergsporns rund einen Kilometer Luftlinie nördlich der Stadt.

## Entdeckung und Untersuchung

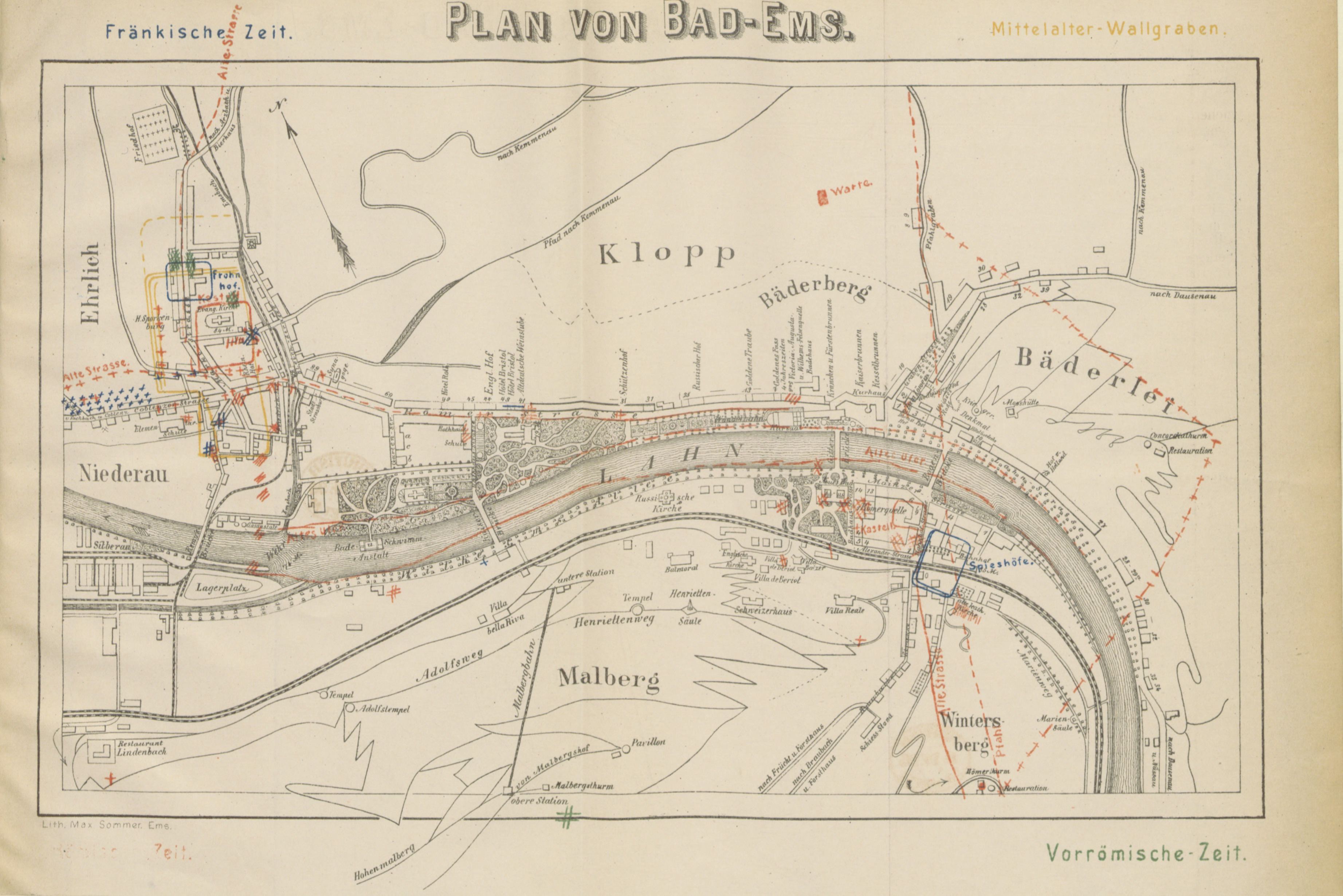
Karte von Bad Ems (1895).
Der links als Ehrlich benannte Bereich zeigt den Ehrlichsweg am südöstlichsten Rand des Bergsporns. Das Kastell selbst befindet sich etwas weiter nordnordwestlich, außerhalb des Kartenbildes.

Das Lager wurde im Frühjahr 2016 von Jürgen Eigenbrod, einem Mitglied des Vereins für Geschichte, Denkmal- und Landschaftspflege Bad Ems e. V., zufällig entdeckt und im Herbst desselben Jahres durch eine Sondierungsgrabung der Landesarchäologie Rheinland-Pfalz bestätigt. Im Rahmen eines kurzfristig initiierten Forschungsprojektes erfolgten großflächige geomagnetische Prospektionen des Fundgebietes durch die Universität Erlangen-Nürnberg sowie in den Jahren 2017 und 2018 schwerpunktmäßige archäologische Ausgrabungen durch die Universität Frankfurt.

## Archäologische Befunde und Fragestellungen

### Geophysikalische Untersuchungen
Die geophysikalischen Untersuchungen identifizierten ein rund 7,75 Hektar großes römisches Militärlager mit unregelmäßigem Grundriss und abgerundeten Ecken. Das Lager befindet sich auf der Südseite des Plateaus. Das an seiner Nordseite rechteckig konzipierte Lager war unter Orientierung an die topographischen Gegebenheiten an seiner Südseite derartig konstruiert worden, dass eine maximale Ausnutzung des Geländes in Richtung Ems gewährleistet war, wodurch eine vollständig rechteckige Form aufgegeben wurde und sich ein unregelmäßiger Grundriss ergab. Als Annäherungshindernisse dienten zwei parallel verlaufende Spitzgräben. Auf seiner Nord- und seiner Westseite konnte jeweils ein Tor nachgewiesen werden. Analoge Torbefunde auf der Ost- und Südseite fehlen, da dort aufgrund des Bewuchses keine geomagnetischen Messungen möglich waren. Deutliche Pfostengruben im Magnetbild zeigten die Lage von zwei Ecktürmen und zehn Zwischentürmen, die in einem Abstand von 15 bis 20 Metern in die Umwehrung eingebracht waren. Weitere Türme in Bereichen, die nicht vermessen werden konnten, werden vermutet. Spuren der Innenbebauung waren nicht sicher nachweisbar, einige entsprechende Anomalien im Magnetogramm konnten nicht eindeutig zugeordnet werden.

### Archäologische Ausgrabungen
Die nachfolgend durchgeführten Ausgrabungen orientierten sich an den Ergebnissen der geophysikalischen Untersuchungen und hatten die Aufgabe, diese zu verifizieren und zusätzlich datierbare Funde zu sichern. Zu diesem Zweck wurden zwei Suchschnitte, einer an der südlichen Seite des Lagers und einer im Bereich des Nordtores, angelegt.
Am Nordtor konnten die beiden Verteidigungsgräben geschnitten werden. Der innere Graben, der über eine Länge von 8,3 m erfasst werden konnte, besaß eine erhaltene Resttiefe von 1,84 m und eine Restbreite von 1,90 m. Er war als idealförmiger Spitzgraben in den anstehenden Boden eingetieft worden. Seine Verfüllung setzte sich aus mehreren Schichten zusammen, auf zwei nahezu fundsterile Straten folgte eine Schicht mit großen Mengen an Holzkohle und Brandschutt, die vermutlich entstanden war, als der Torbau niederbrannte und in den Graben stürzte. Verziegelungen an den Böschungen weisen darauf hin, dass die Hölzer noch brannten, als sie in den Graben fielen. Oberhalb des Brandschutts fanden sich hauptsächlich an der inneren Grabenböschung zahlreiche größere Steine in unterschiedlichen Konzentrationen. Ob diese als Wurfgeschosse gedient hatten oder Bestandteil der antiken Pflasterung des Lagers gewesen waren, die später ausgebrochen wurde, konnte nicht mehr bestimmt werden. Der äußere Graben zeigte sich im Planum auf einer Länge von 7,8 m und unterschied sich deutlich vom inneren. Er besaß eine erhaltene Resttiefe von nur rund einem Meter, hatte ein wannenförmiges Profil und zeichnete sich äußerst schwach vom anstehenden Boden ab. In seiner Verfüllung fanden sich wenige Reste von Holzkohle und verziegeltem Lehm, jedoch wieder eine hohe Anzahl größerer Steine bis hin zu einem Durchmesser von 30 cm. Das keramische Fundmaterial aus beiden Gräben war nicht näher datierbar, sondern konnte nur grob als römisch bestimmt werden.
Vom Nordtor selbst konnten die acht Pfostengruben des östlichen Torturms und zwei weitere Pfostengruben, deren Pfosten den Torbau gestützt und die Durchfahrt in zwei getrennte Bereiche getrennt hatten (Spina) identifiziert werden. Der Bereich des westlichen Torturms wurde nicht aufgedeckt, jedoch konnte seine Position durch das Vorhandensein der Spina mittels Spiegelung rekonstruiert werden. Die Pfostengruben des östlichen Torturms besaßen einen annähernd quadratischen Grundriss von einem Meter Seitenlänge. Die Pfosten selbst besaßen eine Mächtigkeit von 25 bis 30 cm und waren ursprünglich zwischen 50 cm und 110 cm tief in die Gruben eingesetzt. Der Turmgrundriss war L-förmig. Insgesamt scheint der Torbau ein sehr robustes Bauwerk gewesen zu sein, das sicherlich nicht für die Umwehrung eines rein temporären Lagers errichtet wurde. Aufgrund seiner Größe und Robustheit wird das Nordtor als Porta praetoria (Haupttor) des Lagers angesprochen. Östlich des untersuchten Turmes wurden im Planum drei weitere Befunde sichtbar. Bei einem handelte es sich um eine vorrömische Grube mit prähistorischer Keramik. Der zweite Befund erwies sich als hölzerner Kastenbrunnen, dessen Tiefe aus Sicherheitsgründen nur bis zu zwei Metern ermittelt werden konnte. Der einzige, für das gesamte Lager aber bedeutsame Fund aus dem Brunnen war ein Sesterz des Nero, der zwischen den Jahren 64 und 67 u. Z. geprägt worden war. Der dritte Befund bestand aus einem Backofen.
Auf der südlichen Lagerseite erwiesen sich die im Magnetbild dargestellten Anomalien nahe der südöstlichen Lagerecke als eine Gruppe von Gruben, von denen nur eine vollständig freigelegt und untersucht werden konnte. Das Fundmaterial war äußerst reichhaltig und setzte sich aus Keramik, Glas, Bronze, Eisen, Blei und Knochen zusammen. Bemerkenswert sind das Fragment eines Riemenhakens, der vermutlich Bestandteil eines Pferdegeschirrs war, sowie ein As des Caligula für Germanicus (RIC 35), das in den Jahren 37/38 u. Z. in Rom geprägt worden war. Das keramische Fundmaterial bestand ausschließlich aus Drehscheibenware provinzialrömischer Provenienz, wobei tongrundig-glattwandige Ware gegenüber rauhwandiger Ware deutlich dominierte. Die Sigillaten stammten vollständig aus Südgallischen Werkstätten. Bei ihnen fanden sich die Formen Drag. 15/17, Drag. 18/31, Drag. 24/25, Drag. 27, Drag. 29 und Ritterling 1 sowie ein Töpferstempel ATVSA FEC (Atusa fecit = Atussa hat es gemacht) des Töpfers Atussa aus La Graufesenque, der auf die Zeit um 45 bis 65 u. Z. datiert wird.
Die Ausgrabungen von 2018 wiesen im Kastellinneren noch ein Holz-Fachwerkgebäude nach, das vermutlich als Magazin gedient hatte. Es konnten jedoch noch keine Spuren von Mannschaftsbaracken gesichert werden. Die Anlage dieses Speicherbaus wie die aufwendige Konstruktion der Porta praetoria sprechen aber dafür, dass das Lager für einen längeren Aufenthalt konzipiert worden war. Wie das Torgebäude wurde auch der Speicher in der Endphase des Lagers durch Feuer vernichtet. Da sich keinerlei Hinweise auf ein Kampfgeschehen finden ließen, geht man davon aus, dass das Kastell planmäßig aufgegeben, niedergebrannt und dann eingeebnet wurde.

### Datierung, Folgerungen und Fragestellungen
Anhand des Fundmaterials ließ sich die Militäranlage grob auf die Zeit zwischen 40 und 70 u. Z. datieren. Als Terminus post quem dient derzeit die im Brunnen gefundene Münze des Nero (64/67 u. Z.). Mangels epigraphischer Funde muss die dort stationierte Truppe zunächst unklar bleiben. Das Lager steht in keinem Zusammenhang mit dem weiter östlich verlaufenden Obergermanischen Limes, dessen Errichtung einige Jahrzehnte später zu datieren ist. Zusammen mit dem in 1,5 km Luftlinie benachbarten Römischen Militärstützpunkt „Auf dem Blöskopf“ und dem rund sieben Kilometer nahe gelegenen Römischen Lager auf dem Feldberg bei Lahnstein sind seit 2009 in kurzer Zeit insgesamt drei frühkaiserzeitliche Anlagen am Unterlauf der Lahn identifiziert worden, auch wenn für Lahnstein noch keine konkrete Datierung vorliegt. Dadurch ergibt sich möglicherweise eine völlig neue Betrachtungsweise der römischen Germanienpolitik in (claudisch)-neronischer Zeit, und es stellt sich die Frage, in welchem historischen Zusammenhang die Errichtung dieser Lager erfolgt sein mag. Die Größe des Militärlagers auf dem „Ehrlich“ (7,75 ha) entspricht der des Lagers in Lahnstein (7,5 ha). In beiden hätte jeweils mehr als eine halbe römische Legion Platz gefunden, was für eine offensive Ausrichtung dieser Anlagen spricht, während die deutlich kleinere Anlage auf dem „Blöskopf“ wohl eine reine Sicherungsfunktion hatte. Viele Fragen zu den Geschehnissen an der unteren Lahn im ersten Jahrhundert müssen jedoch zunächst noch offen bleiben und werden erst durch weitere Untersuchungen geklärt werden können.

## Denkmalschutz und Öffentlichkeitspräsentation
Das Römische Lager auf dem Ehrlich ist als eingetragenes Kulturdenkmal im Sinne des Denkmalschutzgesetzes des Landes Rheinland-Pfalz (DSchG) unter besonderen Schutz gestellt. Nachforschungen und gezieltes Sammeln von Funden sind genehmigungspflichtig, Zufallsfunde an die Denkmalbehörden zu melden.
2020 wurde der Standort des Lagers mit einer Informationstafel versehen.